# لوران ناردول
لوران ناردول (انگلیسی: Laurent Nardol؛ زادهٔ ۲۵ ژانویهٔ ۱۹۸۵) بازیکن فوتبال اهل فرانسه است.
از باشگاه‌هایی که در آن بازی کرده‌است می‌توان به باشگاه فوتبال سدان اشاره کرد.